# Ирландия на «Евровидении-1965»
На Евровидении 1965 Ирландию представил Буч Мур с песней Walking the Streets in the Rain. Ирландия заняла 6 место с 11 баллами. Наибольшее количество баллов (5) Ирландии дала  Италия.
Выставленные очки Ирландии другими странами:
| Страна     | Количество баллов |
| ---------- | ----------------- |
| Италия     | 5                 |
| Португалия | 3                 |
| Югославия  | 3                 |
| Всего      | 11                |

Очки, выставленные Ирландией другим странам:
| Страна     | Количество баллов |
| ---------- | ----------------- |
| Люксембург | 3                 |
| Австрия    | 5                 |
| Франция    | 1                 |